# Soksertéjűek
A soksertéjűek (Polychaeta) a gyűrűsférgek (Annelida) állattörzs egyik parafiletikus csoportja. Rendszerüket tekintve nincs még teljesen elfogadott nézet. A korábban használatos Errantia (szabadonélők) és Sedentaria (csőlakók) alosztályokra (öregrend?) való felosztásukat elavultnak tartják, mivel a csoportok nem vezethetőek vissza egyetlen közös ősre - polifiletikus csoport. A két csoport elkülönítése ugyanis az életmód, illetve az ezzel összefüggésben lévő szervezeti felépítés alapján történt. 
A két említett csoport jellemzése árulkodik arról, hogy a rendszer mennyire mesterséges. Eddig kb. 90 családot ismerünk, több mint 10 000 recens fajjal.
- Errantia: Közös vonásai a sok homonóm szelvény, a jól fejlett parapodiumok sertékkel, cirrusokkal. A prostomiumon fejlett érzékszerveket találhatunk. Többnyire szabadon élők.

- Sedentaria: Az ezen csoportba sorolt fajok teste többnyire regionálisan differenciálódott, a parapodiumok redukálódtak, többnyire serte nélküliek, a feji részeken fejlett tapogatókat és más struktúrákat találunk a táplálkozás szolgálatában. Általában járatokban vagy maguk készített csövekben élnek.

## Rendszerezés
A soksertéjűeket parafiletikusnak tartják. A Pogonophora és a Vestimentifera valamikor különálló törzsként volt leírva, jelenleg a soksertéjűek alá, a Siboglinidae családba sorolják.
Az alábbi osztályozás nagyrészt megfelel Rouse & Fauchald 1998-as munkájának, bár abban nem szerepeltek család feletti szintek. Más rendszerezésekben több (al)rend található. Mivel igen kevés soksertéjű taxont sikerült kladisztikai analízisnek alávetni, az eddigi taxonok leírása még nagyban változhat.
- alosztály Palpata
  - rend Aciculata
    - Bazális vagy incertae sedis
      - család Aberrantidae
      - család Csonkalábúak (Nerillidae)
      - család Spintheridae

    - alrend Eunicida
      - család Amphinomidae
      - család Diurodrilidae
      - család Dorvilleidae
      - család Palolo-férgek (Eunicidae)
      - család Euphrosinidae
      - család Hartmaniellidae
      - család Histriobdellidae
      - család Lumbrineridae
      - család Oenonidae
      - család Onuphidae

    - alrend Phyllodocida
      - család Acoetidae
      - család Alciopidae
      - család Aphroditidae
      - család Chrysopetalidae
      - család Eulepethidae
      - család Glyceridae
      - család Goniadidae
      - család Hesionidae
      - család Ichthyotomidae
      - család Iospilidae
      - család Lacydoniidae
      - család Lopadorhynchidae
      - család Korongférgek (Myzostomidae)
      - család Nautillienellidae
      - család Nephtyidae
      - család Nereididae
      - család Paralacydoniidae
      - család Pholoidae
      - család Phyllodocidae
      - család Pilargidae
      - család Pisionidae
      - család Pikkelyes férgek (Polynoidae)
      - család Pontodoridae
      - család Sigalionidae
      - család Sphaeodoridae
      - család Syllidae
      - család Typhloscolecidae
      - család Tomopteridae

  - rend Canalipalpata
    - Bazális vagy incertae sedis
      - család Polygordiidae
      - család Protodrilidae
      - család Protodriloididae
      - család Saccocirridae

    - alrend Sabellida
      - család Oweniidae
      - család Siboglinidae (korábban a Pogonophora és Vestimentifera törzsek)
      - család Serpulidae
      - család Sabellidae
      - család Sabellariidae
      - család Spirorbidae

    - alrend Spionida
      - család Apistobranchidae
      - család Chaetopteridae
      - család Longosomatidae
      - család Magelonidae
      - család Poecilochaetidae
      - család Spionidae
      - család Trochochaetidae
      - család Uncispionidae

    - alrend Terebellida
      - család Acrocirridae (néha a Spionida alá helyezik)
      - család Alvinellidae
      - család Ampharetidae
      - család Cirratulidae (néha a Spionida alá helyezik)
      - család Ctenodrilidae (néha alrend: Ctenodrilida)
      - család Fauveliopsidae (néha alrend: Fauveliopsida)
      - család Flabelligeridae (néha alrend: Flabelligerida)
      - család Flotidae (néha a Flabelligeridae alá helyezik)
      - család Pectinariidae
      - család Poeobiidae (néha alrend: Poeobiida, vagy a Flabelligerida alá helyezik)
      - család Sternaspidae (néha alrend: Sternaspida)
      - család Terebellidae
      - család Trichobranchidae
- alosztály Scolecida
  - család Aeolosomatidae
  - család Arenicolidae
  - család Capitellidae
  - család Cossunidae
  - család Maldanidae
  - család Ophelidae
  - család Orbiniidae
  - család Paraonidae
  - család Parergodrilidae
  - család Potamodrilidae
  - család Psammodrilidae
  - család Questidae
  - család Scalibregmatidae

## Jellemzés
A soksertéjűek igen régi és eredményesen fejlődött csoportot alkotnak. Fosszilis soksertéjű gyűrűsférgeket már a prekambriumi leletekben is találtak. Az ún. ediacara faunából ismert a 680 millió éve élt Spiggina flaundersi.
Méretben igen eltérő gyűrűsférgek, több méteres és 100 szegmentummal rendelkező fajok mellett (Eunice aphroditois 3 m) vannak 1 mm-nél kisebbek is (Troglochaetus beranecki 0,7 mm, 8 szelvény).
Leggyakrabban különnemű (heteronom) szelvényességet mutatnak. Jellemző szerveik a páros, szelvényesen elhelyezkedő csonkalábak (parapodiumok). A mindkét oldalon megtalálható csonkalábaknak egy alsó (neuropodium) és egy felső (notopodium) ága van. Ezekben tapogatókacsokat (cirrhus) és a felső ágon többnyire kopoltyúkat találunk. Az ágak belsejében egy-egy izmokkal mozgatható támasztóserte (aciculum) helyezkedik el, s mellette sorokba vagy nyalábokba rendeződött serték vannak. 
A parapodiumok a helyváltoztatás szervei és igen változatos kialakulásúak lehetnek. A fejen a cirrhusok tapogatóvá válhatnak. A kopoltyúk is elágazhatnak, növelve így a heteronómiát.
Törzsfejlődéstanilag valószínűleg a parapodiumból alakult ki az ízeltlábúak (phylum Arthropoda) arthropodiuma.
Egyesek csövekben élnek, amelyet proteinből, mucoproteinből vagy mészből építenek, amelybe néhány faj idegen anyagokat, pl. homokszemcséket is rak. A legtöbb képes a csövét újraképezni, de néhány helytülő forma nem rendelkezik ezzel a képességgel (pl. Serpulidae. A fix csőben lakók gyors visszahúzódásat a hasdúclánc ún. „óriásidege” biztosítja, amely lehetővé tesz egy majdnem szinkron hosszanti izomösszehúzódást. Az axon 1 mm átmérőjű, az impulzustovábbító képessége 20 m/s.
Vannak köztük ragadozók, de igen sok a mikrofág faj. Elsősorban tengeriek, aljzatlakók, de vannak pelagikus fajok is. Néhány faj édesvízben él, de ismerünk szárazföldön élőket is. Például a DK-Ázsiában trópusi avarban élő Nereida-k. vagy az Európában erdei talajokon előforduló Parergodrilus heideri, valamint 1984-ben leírt és hazánkban megtalált Hrabiella periglandulata.

## Szaporodás
Váltivarúak, de néhány családban hímnős fajok is vannak (Hesionidae, Serpulidae, Myzostomidae). Szaporodásuk lehet ivaros vagy ivartalan. A megtermékenyítés történhet a vízbe kibocsátott ivarsejtek közt szabadon, de vannak belső megtermékenyítésű, párzószervvel rendelkező fajok is. Érdekes jelenség az epitokia, amikor egyes aljzatban élő fajok megváltozva (pl. a parapodium sertéi úszólemezekké alakulnak, szemeik megnagyobbodnak) a felszínre úsznak és ott történik a megtermékenyítés (pl. Nereidae). 
Gyakran a gamétákat hordozó szelvények módosulnak a legnagyobb mértékben, s ilyenkor az állat két jól elváló régióra osztható: az ivartalan atok és az ivaros epitok részre.
Ilyenkor a testnek csak az ivartermékeket tartalmazó része emelkedik a felszínre, mint pl. az ehető palolo-féreg [Palolo (Eunice) viridis] esetében.
A külső megtermékenyítés igen sok ivarsejtet igényel, pl. a Nereis virens 500 000 petesejtet képez. Az ivarérést a garatfeletti dúcban termelődő neurosecretumok szabályozzák, az állategyedek közti szinkront pedig pl. a Hold fényének- vagy a hőmérséklet váltakozása hozza létre. A legismertebb holdperiódusos – lunáris ciklusú – szaporodást a már említett palolo-féregnél figyelhetjük meg.
A szedimentben (aljzat) élő és azt el nem hagyó soksertéjűek kopuláló szervekkel rendelkeznek, a megtermékenyítés tehát belső. Sok faj petéit kokonokba rakva teszi le, vagy ivadékgondozóként magán cipeli. Mivel a regenerációs képességük nagy, így gyakran szaporodnak ivartalanul is. Ennek során néhány ízből (segmentum) is teljes állatok fejlődnek.

## Egyedfejlődésük
Embrionális fejlődésük eredetileg közvetett, trochophora lárvájuk van. Ez lehet gömbölyded, vagy lencse, illetve körte alakú. Szája és végbélnyílása kb. derékszögben helyezkedik el. Száj előtti testtáj a prostomium, az utáni a metastomium. Az előtesten kétsoros csillókoszorú van (protrochus és metatrochus), amelyet néhányan a kerekesférgek trochus-ával cingulum-éval tartanak homológnak.

## Érzékszervek
A csőlakóknál a tapogatók és a kopoltyúk a test elejére tolódtak. Érzékszerveik zöme a fejre koncentrálódik. Fejlett tapogatóik lehetnek, gyakoriak az érzékserték, érzékbimbók, csillós gödörszervek és egyes fajoknál szemeket találhatunk. Ezek a szemek igen változatosak, az egyszerű pigmentfolttól a lencsés összetett szemekig többféle típus előfordul.